# Ella Ewing
Ella Kate Ewing (Misuri, 9 de marzo de 1872 - 10 de enero de 1913) fue una mujer estadounidense considerada la mujer más alta del mundo en su época. Utilizó su gran altura para ganarse la vida como una atracción de espectáculos, conocida popularmente como "La Giganta de Misuri".

## Biografía

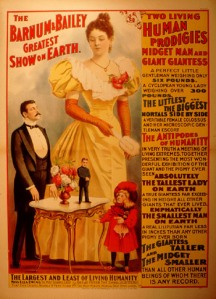
Esta es una imagen de un volante de circo de principios del utilizado para promocionar a Ella Ewing, considerada la mujer más alta del mundo de su época.

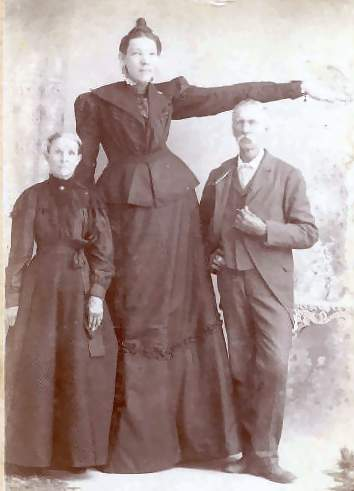
Foto de Ella Ewing y sus padres.

Nació en La Grange, Misuri, siendo la única hija de Benjamin F. y Anna Eliza (Herring) Ewing. Cuando era una niña pequeña, su familia se mudó a la pequeña comunidad de Rainbow, en el condado de Scotland, al sureste de Gorin, Misuri. Ewing tenía un tamaño normal cuando era bebé y niña pequeña, y los primeros signos de cualquier anomalía aparecieron poco después de su séptimo cumpleaños. A los catorce años, superaba en altura no solo a otros niños, sino también a sus padres y a otros adultos, midiendo 208 cm. La gente de Rainbow y Gorin estaba acostumbrada a su rápido crecimiento y lo recibían con compasión; sin embargo, en 1885, Ewing descubrió que eso no siempre sería así en el mundo en general. Invitada a leer la Declaración de Independencia en una celebración del 4 de julio en Wyaconda, Misuri, Ewing fue recibida con exclamaciones de sorpresa, risas y burlas cuando se levantó para leer. Llevada entre lágrimas, el incidente tendría un profundo efecto en su vida.

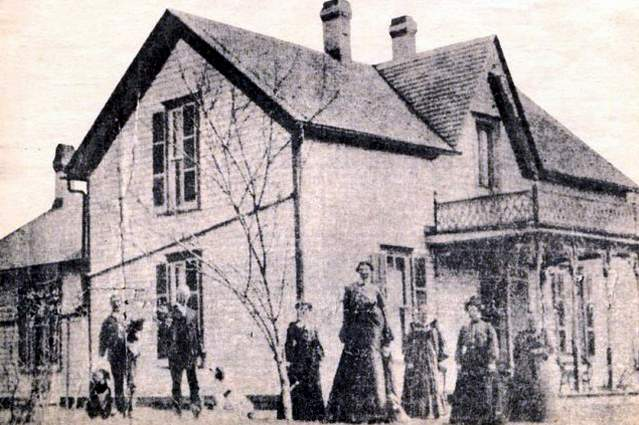
La casa construida a medida de Ella Ewing cuenta con puertas, techos y ventanas extra altos para adaptarse mejor a su altura.

La altura máxima de Ewing es un tema de disputa, pero en varios relatos se afirmaba que medía más de 244 cm. El diario de su madre indicaba que el crecimiento de Ella finalmente se detuvo cuando tenía veintidós años, alcanzando lo 254 cm. Sin embargo, esto no está bien documentado y, como tal, no se menciona en el Guinness World Records. El Libro Guinness de los Récords ha afirmado que medía 224 cm, y que podría haber alcanzado los 245 cm para cuando murió. Como es típico en muchas personas afectadas por gigantismo hipofisario, los brazos de Ella eran muy largos, con manos y pies excepcionalmente grandes. Usaba zapatos de tamaño 24 US hechos a medida y a menudo llevaba múltiples anillos en sus dedos para disimular su longitud inusual.
Ewing inicialmente no gustaba de ser observada con asombro, pero decidió que, ya que era inevitable, podría sacar alguna ventaja de ello, así que aceptó hacer apariciones y giras. Sin embargo, su fe bautista significaba que no haría apariciones los domingos. Durante un tiempo, Ringling Bros. and Barnum & Bailey Circus la presentó como la mujer más alta de la Tierra.Su carrera profesional comenzó a los veinte años cuando Lewis Epstein, un dueño de museo e impresario de Chicago, le ofreció $1,000 por una aparición de veintisiete días en su establecimiento. Como parte de su contrato, se permitió que los padres de Ella la acompañaran y la familia lo consideró algo así como unas vacaciones pagadas, recorriendo los lugares turísticos de la Ciudad de los Vientos cuando ella no estaba en exhibición en el museo de Epstein. 
Poco después de regresar a su hogar en Gorin, Lewis Epstein hizo una oferta aún mayor, un compromiso de cinco meses por la entonces asombrosa suma de $5,000. Convenciendo a su padre vacilante de que era más dinero del que podría ganar en cinco años de arduo trabajo agrícola, Ella aceptó y así emprendió permanentemente una carrera como atracción de museo y circo. Murió de tuberculosis y está enterrada en Harmony Grove Church cerca de su ciudad natal de Gorin.
En el condado de Scotland, Misuri, hay un "Reservorio Ella Ewing" para la pescay un festival de artes en Memphis, Misuri, también lleva su nombre.